# Bragging Rights (2010)
Bragging Rights (2010) — профессиональное рестлерское pay-per-view шоу, проводимое федерацией World Wrestling Entertainment (WWE). Проходило 24 октября 2010 года на арене «Таргет-центра» в Миннеаполисе, Миннесота, США. В 2010 году шоу стало вторым в линейке Bragging Rights.
Через сервис pay-per-view показ шоу заказало 137 000 человек, что на 44 000 меньше, чем мероприятие за год до этого.

## Результаты
| #                                | Матч | Условия                                                                           | Время |
| -------------------------------- | --- | --------------------------------------------------------------------------------- | ----- |
| Dark                             | Монтел Вонтевиус Портер победил Чаво Герреро | Поединок один на один                                                             | N/A   |
| 1                                | Дэниел Брайан победил Дольфа Зигглера (с Вики Герреро) | Поединок чемпионов двух брендов                                                   | 16:14 |
| 2                                | Нексус (Дэвид Отунга и Джон Сина) победили Коди Роудса и Дрю Макинтайра (c) | Командный поединок за титул командных чемпионов WWE                               | 06:29 |
| 3                                | Тед Дибиаси (с Марис) победил Голдаста (с Аксаной) | Поединок один на один                                                             | 07:29 |
| 4                                | Лейла (c) (с Мишель Маккул) победила Наталью | Поединок за титул чемпионки див WWE                                               | 04:45 |
| 5                                | Кейн (c) (с Полом Берером) победил Гробовщика | Поединок «Buried Alive match» за титул чемпиона мира в тяжелом весе               | 16:59 |
| 6                                | Команда SmackDown (Биг Шоу (капитан), Рей Мистерио, Джэк Сваггер, Альберто Дель Рио, Эдж, Тайлер Рекс и Кофи Кингстон) (с Хорнсвогглем) победили Команду Raw (Миз (капитан), R-Truth, Джон Моррисон, Сантино Марелла, Шеймус, СМ Панк и Иезекиил Джексон) (с Алексом Райли) | Межбрендовый командный поединок 14 рестлеров на выбывание                         | 27:45 |
| 7                                | Уэйд Баррет (с Джоном Синой) победил Рэнди Ортона (c) в результате дисквалификации | Поединок за титул чемпиона WWE. Если Баррет проиграет матч, то Сина будет уволен. | 14:34 |
| (c) — чемпион на момент поединка | |                                                                                   |       |

Межбрендовый командный поединок 14 рестлеров на выбывание
| Выбывание   | Рестлер                                | Команда                                | Кем был выбит                          | Приём                                                      | Время                                  |
| ----------- | -------------------------------------- | -------------------------------------- | -------------------------------------- | ---------------------------------------------------------- | -------------------------------------- |
| 1           | Сантино Марелла                        | Raw                                    | Тайлер Рекс                            | Backbreaker rack dropped into a DDT                        | 02:38                                  |
| 2           | Кофи Кингстон                          | SmackDown                              | Шеймус                                 | High Cross                                                 | 06:52                                  |
| 3           | Джэк Сваггер                           | SmackDown                              | Джон Моррисон                          | Starship Pain                                              | 13:07                                  |
| 4           | Тайлер Рекс                            | SmackDown                              | Шеймус                                 | Brogue Kick                                                | 14:32                                  |
| 5           | Биг Шоу                                | SmackDown                              | Не успел вернуться на ринг             | Counted Out                                                | 15:29                                  |
| 6           | Шеймус                                 | Raw                                    | Не успел вернуться на ринг             | Counted Out                                                | 15:29                                  |
| 7           | R-Truth                                | Raw                                    | Эдж                                    | Spear                                                      | 16:42                                  |
| 8           | Джон Моррисон                          | Raw                                    | Эдж                                    | Spear                                                      | 17:09                                  |
| 9           | Альберто Дель Рио                      | SmackDown                              | СМ Панк                                | Back Slide                                                 | 18:05                                  |
| 10          | СМ Панк                                | Raw                                    | Рей Мистерио                           | 619 после которого был проведен Slingshot Splash           | 24:07                                  |
| 11          | Иезекиил Джексон                       | Raw                                    | Рей Мистерио                           | 619 после которого был проведен botched Springboard Splash | 26:16                                  |
| 12          | Миз                                    | Raw                                    | Эдж                                    | Spear                                                      | 27:45                                  |
| Победители: | Команда Smackdown (Эдж и Рей Мистерио) | Команда Smackdown (Эдж и Рей Мистерио) | Команда Smackdown (Эдж и Рей Мистерио) | Команда Smackdown (Эдж и Рей Мистерио)                     | Команда Smackdown (Эдж и Рей Мистерио) |